# Strömdal
Strömdal är en ort på västra Lovön i Ekerö kommun. Orten utgörs av en äldre bebyggelse runt Lovö vattenverk och mer nyuppförda bostadshus strax öster om vattenverket.
Den äldre bebyggelsen ingick 1990 i småorten Strömdal + Lovö Prästvik vars huvudsakliga bebyggelse låg i Lovö Prästvik som ligger strax söder om Strömdal. 2015 klassades både bebyggelsen i Strömdal och Lovö Prästvik som egna småorter2020 avregistrerades småorten då antalet boende var färre än 50, men återgick till småort vid avgränsningen 2023.